# Desdemona (měsíc)

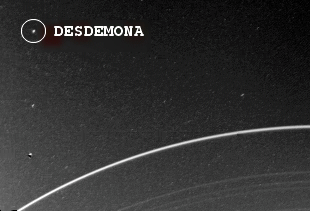
Obrázek ze sondy Voyager 2 ukazuje měsíc Desdemona.

Desdemona je pátý měsíc v pořadí od planety Uran, obíhá ve vzdálenosti 62 600 kilometrů. Rozměry měsíce jsou 29 km. Hmotnost je ~1,8×1017 kg. Jeden oběh kolem planety mu zabere 0,473651 dne. Doba rotace kolem vlastní osy není známa.
Objeven byl 13. ledna roku 1986 americkou sondou Voyagerem 2 (Stephen P. Synnott).